# Àcid cianúric
L'àcid cianúric o 1,3,5-triazine-2,4,6-triol és un compost químic de fórmula (CNOH)₃. És una triazina anomenada industrialment amb molts sinònims. És un sòlid blanc inodor i precursor o component de lleixius, de desinfectants i d'herbicides.

## Propietats
L'àcid cianúric és el trímer cíclic de l'àcid ciànic, HOCN. La seva desprotonació amb bases dóna una sèrie de sals de cianurat:
[C(O)NH]₃ ⇌ [C(O)NH]₂[C(O)N]− + H+ (pKa = 6.88)
[C(O)NH]₂[C(O)N]− ⇌ [C(O)NH][C(O)N]₂2− + H+ (pKa = 11.40)
[C(O)NH][C(O)N]₂2− ⇌ [C(O)N]₃3− + H+ (pKa = 13.5)

### Síntesi
Qui primer va sintetitzar l'àcid cianúric (CYA) va ser Friedrich Wöhler, el 1829, descomponent tèrmicament urea i àcid úric. A la indústria, actualment, s'obté per piròlisi de la urea, amb alliberament d'amoníac:
3 H₂N-CO-NH₂ → [C(O)NH]₃ + 3 NH₃
L'àcid cianúric cristal·litza amb aigua com a dihidrat i es pot produir per mitjà de la hidròlisi de la melamina.

Les impureses en la deshidratació inclouen àcid isociànic, biuret i triuret:
H₂N-CO-NH₂ → HNCO + NH₃
H₂N-CO-NH₂ + HNCO → H₂N-CO-NH-CO-NH₂
H₂N-CO-NH-CO-NH₂ + HNCO → H₂N-CO-NH-CO-NH-CO-NH₂
Una impuresa en la producció de CYA és l'amelida:
3 H₂N-CO-NH-CO-NH₂ → [C(O)]₂(CNH₂)(NH)₂N + 2 NH₃ + H₂O

## Usos
- L'àcid cianúric es fa servir per a estabilitzar el clor en les piscines.
- És precursor dels cianurats clorinats:

[C(O)NH]₃ + 2 Cl₂ + 2 NaOH → [C(O)NCl]₂[C(O)NH]
- És precursor d'agents d'enllaç creuat.[6]
- En els aliments i en l'aigua de beguda del bestiar,[7] l'àcid cianúric s'ha emprat com a NPN. Per exemple, Archer Daniels Midland fabrica un suplement de NPN per al bestiar que conté biuret, triuret, àcid cianúric i urea.[8]

## Seguretat
L'àcid cianúric es classifica com a “essencialment no tòxic” (essentially nontoxic).
La dosi letal LD50 és de 7.700 mg/kg en rates.
Tanmateix, l'àcid cianúric i la melamina (també poc tòxica), si ocorren junts, formen cristalls molt insolubles que poden provocar pedres al ronyó i potencialment fallada del ronyó i la mort, com va passar en la crisi de la llet, a la Xina, el 2008.